# Turniej o Złoty Kask 2006
Turniej o Złoty Kask 2006 (ZK) w sporcie żużlowym – coroczny turniej żużlowy organizowany przez Polski Związek Motorowy. W 2006 finał odbył się w czerwcu (tradycyjnie rozgrywany był na zakończenie sezonu).
W 2006 ZK był jednocześnie finałem krajowych eliminacji do Grand Prix 2007. Do rundy kwalifikacyjnej awans otrzymało czworo zawodników z finału Złotego Kasku (piąty otrzyma nominacje od PZM). Tomasz Gollob (uczestnik Grand Prix 2006 przed zawodami wręczył pisemną deklarację sędziemu, iż w przypadku zajęcia miejsca premiowanego awansem do eliminacji Grand Prix 2007, zrzeka się go.
Finał ZK tradycyjnie organizuje Drugi Wicemistrz Polski z poprzedniego sezonu - CKM Złomrex Włókniarz Częstochowa. Finał ZK połączono z Memoriałem Bronisława Idzikowskiego oraz Marka Czernego.
Złotego Kasku w tym roku bronił Janusz Kołodziej, jednak z powodu kontuzji nie zjawił się na starcie.

## Lista startowa
1. Grzegorz Walasek (ZKŻ Kronopol Zielona Góra)
2. Mariusz Węgrzyk (Intar Lazur Ostrów Wlkp.)
3. Tomasz Chrzanowski (Marma Polskie Folie Rzeszów)
4. Piotr Protasiewicz (Budlex Polonia Bydgoszcz)
5. Janusz Kołodziej (Unia Tarnów) zmiana: Tomasz Gapiński (Atlas Wrocław)
6. Krzysztof Słaboń (Adriana Toruń)
7. Sebastian Ułamek (Złomrex Włókniarz Częstochowa)
8. Rune Holta (Marma Polskie Folie Rzeszów) zmiana: Krzysztof Buczkowski (Budlex Polonia Bydgoszcz)
9. Mariusz Staszewski (ZKŻ Kronopol Zielona Góra)
10. Michał Szczepaniak (Intar Lazur Ostrów Wlkp.)
11. Damian Baliński (Unia Leszno)
12. Tomasz Gollob (Unia Tarnów)
13. Jarosław Hampel (Atlas Wrocław)
14. Wiesław Jaguś (Adriana Toruń)
15. Rafał Szombierski (RKM Rybnik) zmiana: Robert Kościecha (Budlex Polonia Bydgoszcz)
16. Krzysztof Kasprzak (Unia Leszno) zmiana: Adrian Miedziński (Adriana Toruń)
17. Robert Sawina (Budlex Polonia Bydgoszcz)
18. Tomasz Jędrzejak (Intar Lazur Ostrów Wlkp.)

## Finał
- Częstochowa, 8 czerwca 2006
- Delegat GKSŻ: Marek Karwan Aleksander Szołtysek
- Sędzia: Maciej Spychała (Opole) i M. Stec (praktykant)
- Komisarz techniczny: Roman Siwiak
- Widzów: ok. 6 tys.
- NCD: 65,37 s Tomasz Gollob w biegu 13.

| \| Msc. \| Zawodnik \| Klub \| Pkt \| \| \| \| ---- \| --------------------- \| ------------ \| ---- \| ----------- \| \| \| 1 \| Tomasz Gollob \| Tarnów \| 15 \| (3,3,3,3,3) \| \| \| 2 \| Sebastian Ułamek \| Częstochowa \| 13 \| (3,2,3,2,3) \| \| \| 3 \| Piotr Protasiewicz \| Bydgoszcz \| 12 \| (3,1,2,3,3) \| \| \| 4 \| Wiesław Jaguś \| Toruń \| 10+3 \| (1,3,3,1,2) \| \| \| 5 \| Robert Kościecha \| Bydgoszcz \| 10+2 \| (2,3,1,1,3) \| \| \| 6 \| Jarosław Hampel \| Wrocław \| 10+d \| (3,3,1,3,0) \| \| \| 7 \| Grzegorz Walasek \| Zielona Góra \| 9 \| (2,2,3,0,2) \| \| \| 8 \| Krzysztof Słaboń \| Toruń \| 7 \| (1,1,2,2,1) \| \| \| 9 \| Mariusz Węgrzyk \| Ostrów Wlkp. \| 6 \| (0,0,2,2,2) \| \| \| 10 \| Michał Szczepaniak \| Ostrów Wlkp. \| 6 \| (1,2,0,2,1) \| \| \| 11 \| Tomasz Gapiński \| Wrocław \| 5 \| (0,1,0,3,1) \| \| \| 12 \| Krzysztof Buczkowski \| Bydgoszcz \| 5 \| (2,0,2,1,0) \| \| \| 13 \| Adrian Miedziński \| Toruń \| 5 \| (0,2,1,1,1) \| \| \| 14 \| Tomasz Chrzanowski \| Rzeszów \| 3 \| (1,0,0,0,2) \| \| \| 15 \| Mariusz Staszewski \| Zielona Góra \| 3 \| (2,0,1,0,d) \| \| \| 16 \| Damian Baliński \| Leszno \| 1 \| (0,1,d,0,0) \| \| \| \| rez. Tomasz Jędrzejak \| Ostrów Wlkp. \| ns \| \| \| | Bieg po biegu: 1. Protasiewicz, Walasek, Chrzanowski, Węgrzyk 2. Ułamek, Buczkowski, Słaboń, Gapiński 3. Gollob, Staszewski, Szczepaniak, Baliński 4. Hampel, Kościecha, Jaguś, Miedziński 5. Hampel, Walasek, Gapiński, Staszewski 6. Jaguś, Szczepaniak, Słaboń, Węgrzyk 7. Kościecha, Ułamek, Baliński, Chrzanowski 8. Gollob, Miedziński, Protasiewicz, Buczkowski 9. Walasek, Słaboń, Miedziński, Baliński (d/4) 10. Gollob, Węgrzyk, Kościecha, Gapiński 11. Jaguś, Buczkowski, Staszewski, Chrzanowski 12. Ułamek, Protasiewicz, Hampel, Szczepaniak 13. Gollob, Ułamek, Jaguś, Walasek 14. Hampel, Węgrzyk, Buczkowski, Baliński 15. Gapiński, Szczepaniak, Miedziński, Chrzanowski 16. Protasiewicz, Słaboń, Kościecha, Staszewski 17. Kościecha, Walasek, Szczepaniak, Buczkowski 18. Ułamek, Węgrzyk, Miedziński, Staszewski (d/4) 19. Gollob, Chrzanowski, Słaboń, Hampel 20. Protasiewicz, Jaguś, Gapiński, Baliński 21. Bieg dodatkowy o 4. miejsce: Jaguś, Kościecha, Hampel |              |      |             |  |
| Msc. | Zawodnik | Klub         | Pkt  |             |  |
| 1 | Tomasz Gollob | Tarnów       | 15   | (3,3,3,3,3) |  |
| 2 | Sebastian Ułamek | Częstochowa  | 13   | (3,2,3,2,3) |  |
| 3 | Piotr Protasiewicz | Bydgoszcz    | 12   | (3,1,2,3,3) |  |
| 4 | Wiesław Jaguś | Toruń        | 10+3 | (1,3,3,1,2) |  |
| 5 | Robert Kościecha | Bydgoszcz    | 10+2 | (2,3,1,1,3) |  |
| 6 | Jarosław Hampel | Wrocław      | 10+d | (3,3,1,3,0) |  |
| 7 | Grzegorz Walasek | Zielona Góra | 9    | (2,2,3,0,2) |  |
| 8 | Krzysztof Słaboń | Toruń        | 7    | (1,1,2,2,1) |  |
| 9 | Mariusz Węgrzyk | Ostrów Wlkp. | 6    | (0,0,2,2,2) |  |
| 10 | Michał Szczepaniak | Ostrów Wlkp. | 6    | (1,2,0,2,1) |  |
| 11 | Tomasz Gapiński | Wrocław      | 5    | (0,1,0,3,1) |  |
| 12 | Krzysztof Buczkowski | Bydgoszcz    | 5    | (2,0,2,1,0) |  |
| 13 | Adrian Miedziński | Toruń        | 5    | (0,2,1,1,1) |  |
| 14 | Tomasz Chrzanowski | Rzeszów      | 3    | (1,0,0,0,2) |  |
| 15 | Mariusz Staszewski | Zielona Góra | 3    | (2,0,1,0,d) |  |
| 16 | Damian Baliński | Leszno       | 1    | (0,1,d,0,0) |  |
| | rez. Tomasz Jędrzejak | Ostrów Wlkp. | ns   |             |  |